# Palazzo Cugurra
Palazzo Cugurra è un palazzo situato a Sassari risalente alla seconda metà del XIX secolo.

## Storia e descrizione
In quegli anni con la nuova espansione edilizia furono realizzati, dalle famiglie borghesi del tempo, dei sontuosi palazzi. Questo rinnovamento è ben interpretato dal Palazzo Cugurra, sorto nella via Roma con un impianto aperto sulla strada, giustificato dalla sua perifericità di allora, e caratterizzata da una costruzione di gusto eclettico con elementi neobarocchi e decorazioni di gusto liberty.
Il palazzo, costruito dalla  famiglia Cugurra, fu realizzato in due tempi, come è comprensibile osservando i due corpi che si differenziano per i diversi stili. Singolare è soprattutto la prima parte, realizzata nel 1890, che esibisce esuberanti decorazioni nell'ingresso principale architravato con una lunetta poggiante su lesene. Gli stucchi decorativi sono chiaramente ispirati alla facciata barocca del duomo e raggiungono il culmine nel corpo rientrante nel giardino, secondo un repertorio che mescola volute, timpani spezzati, figure sinuose, busti, medaglioni, completati da statue sulla balaustra e da medaglioni contenenti figure di uomini illustri.
L'aggiunta al corpo originario fu realizzata a filo della strada nel 1906 e presenta ormai il nuovo linguaggio liberty nella decorazione continua della facciata, realizzata in ceramica e graniglia colorata fingente frutti di ippocastano, ripresi anche nella pavimentazione dell'interno.